# Folketingsmedlemmer valgt i 2011
Ved Folketingsvalget den 15. september 2011 valgtes 179 medlemmer af Folketinget. Heraf er 175 valgt i Danmark, to på Færøerne og to i Grønland.
Her blev samlet kongeriget Danmarks otteogtredsindstyvende Folketing med i alt 12 partier (Heraf 4 nordatlantiske). I løbet af denne folketingsperiode, udmeldte Uffe Elbæk sig af Radikale Venstre og stiftede Alternativet, som dermed blev Folketingets 13. parti.
Socialdemokraterne, Radikale Venstre og Socialistisk Folkeparti dannede mindretalsregeringen Helle Thorning-Schmidt I, med støtte fra Enhedslisten. Senere, i samme folketingsperiode, blev regeringen Helle Thorning-Schmidt II etableret - nu uden SF som en del af regeringskonstellationen.

## Fordeling af mandater
Mandaterne blev ved valget fordelt som følger på partierne (senere partiskift og ændringer er ikke vist i tabellen):
| Partibogstav | Partinavn                   | Partileder              | Mandater | +/- | Kredsmandater | Tillægsmandater |
| ------------ | --------------------------- | ----------------------- | -------- | --- | ------------- | --------------- |
| A            | Socialdemokratiet           | Helle Thorning-Schmidt  | 44       | -1  | 38            | 6               |
| B            | Radikale Venstre            | Margrethe Vestager      | 17       | +8  | 12            | 5               |
| C            | Det Konservative Folkeparti | Lars Barfoed            | 8        | -10 | 3             | 5               |
| F            | Socialistisk Folkeparti     | Villy Søvndal           | 16       | -7  | 11            | 5               |
| I            | Liberal Alliance            | Anders Samuelsen        | 9        | +4  | 5             | 4               |
| O            | Dansk Folkeparti            | Pia Kjærsgaard          | 22       | -3  | 17            | 5               |
| V            | Venstre                     | Lars Løkke Rasmussen    | 47       | +2  | 42            | 5               |
| Ø            | Enhedslisten                | Johanne Schmidt-Nielsen | 12       | +8  | 7             | 5               |
| Færøerne     |                             |                         |          |     |               |                 |
| B            | Sambandsflokkurin           | Kaj Leo Johannesen      | 1        | 0   |               |                 |
| C            | Javnaðarflokkurin           | Jóannes Eidesgaard      | 1        | +1  |               |                 |
| Grønland     |                             |                         |          |     |               |                 |
|              | Inuit Ataqatigiit           | Kuupik V. Kleist        | 1        | 0   |               |                 |
|              | Siumut                      | Aleqa Hammond           | 1        | 0   |               |                 |

## Liste over medlemmerne
| Navn                            | Parti | Parti                       | Storkreds        |
| ------------------------------- | ----- | --------------------------- | ---------------- |
| Pia Adelsteen                   |       | Dansk Folkeparti            | Nordsjælland     |
| Karina Adsbøl                   |       | Dansk Folkeparti            | Sydjylland       |
| Alex Ahrendtsen                 |       | Dansk Folkeparti            | Fyn              |
| Simon Emil Ammitzbøll           |       | Liberal Alliance            | København        |
| Eigil Andersen                  |       | Socialistisk Folkeparti     | Østjylland       |
| Hans Andersen                   |       | Venstre                     | Nordsjælland     |
| Kim Andersen                    |       | Venstre                     | Østjylland       |
| Liv Holm Andersen               |       | Radikale Venstre            | Østjylland       |
| Sophie Hæstorp Andersen         |       | Socialdemokratiet           | Københavns Omegn |
| Christine Antorini              |       | Socialdemokratiet           | Nordsjælland     |
| Jørgen Arbo-Bæhr                |       | Enhedslisten                | Nordsjælland     |
| Ida Auken                       |       | Socialistisk Folkeparti     | København        |
| Christian Friis Bach            |       | Radikale Venstre            | Nordsjælland     |
| Pernille Vigsø Bagge            |       | Socialistisk Folkeparti     | Nordjylland      |
| Lars Barfoed                    |       | Det Konservative Folkeparti | Nordsjælland     |
| Gitte Lillelund Bech            |       | Venstre                     | Københavns Omegn |
| Tom Behnke                      |       | Det Konservative Folkeparti | Østjylland       |
| Jacob Bjerregaard               |       | Socialdemokratiet           | Sydjylland       |
| Liselott Blixt                  |       | Dansk Folkeparti            | Sjælland         |
| Mette Bock                      |       | Liberal Alliance            | Sydjylland       |
| Erling Bonnesen                 |       | Venstre                     | Fyn              |
| Trine Bramsen                   |       | Socialdemokratiet           | Fyn              |
| Stine Maiken Brix               |       | Enhedslisten                | Nordjylland      |
| Kirsten Brosbøl                 |       | Socialdemokratiet           | Østjylland       |
| Morten Bødskov                  |       | Socialdemokratiet           | Københavns Omegn |
| Bent Bøgsted                    |       | Dansk Folkeparti            | Nordjylland      |
| Anne Baastrup                   |       | Socialistisk Folkeparti     | Fyn              |
| Özlem Sara Cekic                |       | Socialistisk Folkeparti     | København        |
| Peter Christensen               |       | Venstre                     | Sydjylland       |
| René Christensen                |       | Dansk Folkeparti            | Sjælland         |
| Villum Christensen              |       | Liberal Alliance            | Sjælland         |
| Anne-Mette Winther Christiansen |       | Venstre                     | Østjylland       |
| Kim Christiansen                |       | Dansk Folkeparti            | Østjylland       |
| Per Clausen                     |       | Enhedslisten                | Østjylland       |
| Bjarne Corydon                  |       | Socialdemokratiet           | Sydjylland       |
| Jens Henrik Thulesen Dahl       |       | Dansk Folkeparti            | Fyn              |
| Jonas Dahl                      |       | Socialistisk Folkeparti     | Østjylland       |
| Kristian Thulesen Dahl          |       | Dansk Folkeparti            | Sydjylland       |
| Lennart Damsbo-Andersen         |       | Socialdemokratiet           | Sjælland         |
| Thomas Danielsen                |       | Venstre                     | Vestjylland      |
| Mette Hjermind Dencker          |       | Dansk Folkeparti            | Østjylland       |
| Mikkel Dencker                  |       | Dansk Folkeparti            | Københavns Omegn |
| Lars Dohn                       |       | Enhedslisten                | Vestjylland      |
| Jørn Dohrmann                   |       | Dansk Folkeparti            | Sydjylland       |
| Pia Olsen Dyhr                  |       | Socialistisk Folkeparti     | Nordsjælland     |
| Uffe Elbæk                      |       | Radikale Venstre            | København        |
| Louise Schack Elholm            |       | Venstre                     | Sjælland         |
| Jakob Ellemann-Jensen           |       | Venstre                     | Fyn              |
| Karen Ellemann                  |       | Venstre                     | Københavns Omegn |
| Benny Engelbrecht               |       | Socialdemokratiet           | Sydjylland       |
| Lene Espersen                   |       | Det Konservative Folkeparti | Nordjylland      |
| Søren Espersen                  |       | Dansk Folkeparti            | Københavns Omegn |
| Nadeem Farooq                   |       | Radikale Venstre            | Københavns Omegn |
| Dennis Flydtkjær                |       | Dansk Folkeparti            | Vestjylland      |
| Thyra Frank                     |       | Liberal Alliance            | Nordjylland      |
| Claus Hjort Frederiksen         |       | Venstre                     | Nordsjælland     |
| Mette Frederiksen               |       | Socialdemokratiet           | Københavns Omegn |
| Lykke Friis                     |       | Venstre                     | Østjylland       |
| Steen Gade                      |       | Socialistisk Folkeparti     | Vestjylland      |
| Martin Geertsen                 |       | Venstre                     | København        |
| Mette Gjerskov                  |       | Socialdemokratiet           | Sjælland         |
| Karin Gaardsted                 |       | Socialdemokratiet           | Vestjylland      |
| Ane Halsboe-Larsen              |       | Socialdemokratiet           | Nordjylland      |
| Carsten Hansen                  |       | Socialdemokratiet           | Fyn              |
| Eva Kjer Hansen                 |       | Venstre                     | Sydjylland       |
| Torben Hansen                   |       | Socialdemokratiet           | Sjælland         |
| Orla Hav                        |       | Socialdemokratiet           | Nordjylland      |
| Jane Heitmann                   |       | Venstre                     | Fyn              |
| Mai Henriksen                   |       | Det Konservative Folkeparti | Fyn              |
| Martin Henriksen                |       | Dansk Folkeparti            | København        |
| Preben Bang Henriksen           |       | Venstre                     | Nordjylland      |
| Camilla Hersom                  |       | Radikale Venstre            | Fyn              |
| Magnus Heunicke                 |       | Socialdemokratiet           | Sjælland         |
| Birthe Rønn Hornbech            |       | Venstre                     | Sjælland         |
| Henning Hyllested               |       | Enhedslisten                | Sydjylland       |
| Karen Hækkerup                  |       | Socialdemokratiet           | København        |
| Nick Hækkerup                   |       | Socialdemokratiet           | Nordsjælland     |
| Ole Hækkerup                    |       | Socialdemokratiet           | Sjælland         |
| Henrik Høegh                    |       | Venstre                     | Sjælland         |
| Bertel Haarder                  |       | Venstre                     | Sjælland         |
| Doris Jakobsen                  |       | Siumut                      | Grønland         |
| Marianne Jelved                 |       | Radikale Venstre            | Nordjylland      |
| Jacob Jensen                    |       | Venstre                     | Sjælland         |
| Kristian Jensen                 |       | Venstre                     | Vestjylland      |
| Leif Lahn Jensen                |       | Socialdemokratiet           | Østjylland       |
| Michael Aastrup Jensen          |       | Venstre                     | Østjylland       |
| Mogens Jensen                   |       | Socialdemokratiet           | Vestjylland      |
| Peter Juel Jensen               |       | Venstre                     | Bornholm         |
| Thomas Jensen                   |       | Venstre                     | Vestjylland      |
| Karen Jespersen                 |       | Venstre                     | Østjylland       |
| Jens Joel                       |       | Socialdemokratiet           | Østjylland       |
| Edmund Joensen                  |       | Sambandsflokkurin           | Færøerne         |
| Jan Johansen                    |       | Socialdemokratiet           | Fyn              |
| Birgitte Josefsen               |       | Venstre                     | Nordjylland      |
| Christian Juhl                  |       | Enhedslisten                | Sjælland         |
| Jan E. Jørgensen                |       | Venstre                     | København        |
| Morten Marinus Jørgensen        |       | Dansk Folkeparti            | Nordjylland      |
| Benedikte Kiær                  |       | Det Konservative Folkeparti | Københavns Omegn |
| Pia Kjærsgaard                  |       | Dansk Folkeparti            | Sjælland         |
| Karen J. Klint                  |       | Socialdemokratiet           | Sydjylland       |
| Jeppe Kofod                     |       | Socialdemokratiet           | Bornholm         |
| Simon Kollerup                  |       | Socialdemokratiet           | Bornholm         |
| Astrid Krag                     |       | Socialistisk Folkeparti     | Sjælland         |
| Marie Krarup                    |       | Dansk Folkeparti            | Sydjylland       |
| Henrik Dam Kristensen           |       | Socialdemokratiet           | Østjylland       |
| Christian Langballe             |       | Dansk Folkeparti            | Vestjylland      |
| Rasmus Horn Langhoff            |       | Socialdemokratiet           | Sjælland         |
| Esben Lunde Larsen              |       | Venstre                     | Vestjylland      |
| Flemming Damgaard Larsen        |       | Venstre                     | Sjælland         |
| Henrik Sass Larsen              |       | Socialdemokratiet           | Sjælland         |
| Karsten Lauritzen               |       | Venstre                     | Nordjylland      |
| Bjarne Laustsen                 |       | Socialdemokratiet           | Nordjylland      |
| Mike Legarth                    |       | Det Konservative Folkeparti | Sydjylland       |
| Lars Christian Lilleholt        |       | Venstre                     | Fyn              |
| Annette Lind                    |       | Socialdemokratiet           | Vestjylland      |
| Lone Loklindt                   |       | Radikale Venstre            | København        |
| Karina Lorentzen                |       | Socialistisk Folkeparti     | Sydjylland       |
| Kristian Pihl Lorentzen         |       | Venstre                     | Vestjylland      |
| Marlene Lorentzen               |       | Radikale Venstre            | Sydjylland       |
| Rosa Lund                       |       | Enhedslisten                | København        |
| Mogens Lykketoft                |       | Socialdemokratiet           | Københavns Omegn |
| Sophie Løhde                    |       | Venstre                     | Nordsjælland     |
| Anni Matthiesen                 |       | Venstre                     | Sydjylland       |
| Brian Mikkelsen                 |       | Det Konservative Folkeparti | Sjælland         |
| Jeppe Mikkelsen                 |       | Radikale Venstre            | Østjylland       |
| Leif Mikkelsen                  |       | Liberal Alliance            | Vestjylland      |
| Flemming Møller Mortensen       |       | Socialdemokratiet           | Sjælland         |
| Per Stig Møller                 |       | Det Konservative Folkeparti | København        |
| Tina Nedergaard                 |       | Venstre                     | Nordjylland      |
| Holger K. Nielsen               |       | Socialistisk Folkeparti     | Københavns Omegn |
| Sofie Carsten Nielsen           |       | Radikale Venstre            | Københavns Omegn |
| Karsten Nonbo                   |       | Venstre                     | Sjælland         |
| Karin Nødgaard                  |       | Dansk Folkeparti            | Sjælland         |
| Ellen Trane Nørby               |       | Venstre                     | Sydjylland       |
| Ole Birk Olesen                 |       | Liberal Alliance            | Østjylland       |
| Joachim B. Olsen                |       | Liberal Alliance            | Københavns Omegn |
| Sara Olsvig                     |       | Inuit Ataqatigiit           | Grønland         |
| Maja Panduro                    |       | Socialdemokratiet           | Østjylland       |
| John Dyrby Paulsen              |       | Socialdemokratiet           | Sjælland         |
| Torsten Schack Pedersen         |       | Venstre                     | Nordjylland      |
| Rasmus Helveg Petersen          |       | Radikale Venstre            | Sjælland         |
| Jesper Petersen                 |       | Socialistisk Folkeparti     | Sydjylland       |
| Søren Pind                      |       | Venstre                     | København        |
| Lisbeth Bech Poulsen            |       | Socialistisk Folkeparti     | Nordjylland      |
| Troels Lund Poulsen             |       | Venstre                     | Østjylland       |
| Rasmus Prehn                    |       | Socialdemokratiet           | Nordjylland      |
| Lars Løkke Rasmussen            |       | Venstre                     | Nordsjælland     |
| Troels Ravn                     |       | Socialdemokratiet           | Sydjylland       |
| Mette Reissmann                 |       | Socialdemokratiet           | København        |
| Merete Riisager                 |       | Liberal Alliance            | Fyn              |
| Lotte Rod                       |       | Radikale Venstre            | Sydjylland       |
| Pernille Rosenkrantz-Theil      |       | Socialdemokratiet           | Fyn              |
| Mads Rørvig                     |       | Venstre                     | Vestjylland      |
| Anders Samuelsen                |       | Liberal Alliance            | Nordsjælland     |
| Manu Sareen                     |       | Radikale Venstre            | København        |
| Hans Christian Schmidt          |       | Venstre                     | Sydjylland       |
| Johanne Schmidt-Nielsen         |       | Enhedslisten                | København        |
| Sjúrður Skaale                  |       | Javnaðarflokkurin           | Færøerne         |
| Hans Kristian Skibby            |       | Dansk Folkeparti            | Østjylland       |
| Pernille Skipper                |       | Enhedslisten                | Fyn              |
| Julie Skovsby                   |       | Socialdemokratiet           | Fyn              |
| Peter Skaarup                   |       | Dansk Folkeparti            | København        |
| Ole Sohn                        |       | Socialistisk Folkeparti     | Sjælland         |
| Zenia Stampe                    |       | Radikale Venstre            | Sjælland         |
| Andreas Steenberg               |       | Radikale Venstre            | Vestjylland      |
| Inger Støjberg                  |       | Venstre                     | Vestjylland      |
| Finn Sørensen                   |       | Enhedslisten                | København        |
| Villy Søvndal                   |       | Socialistisk Folkeparti     | København        |
| Hans Christian Thoning          |       | Venstre                     | Sydjylland       |
| Helle Thorning-Schmidt          |       | Socialdemokratiet           | København        |
| Ulla Tørnæs                     |       | Venstre                     | Sydjylland       |
| Eyvind Vesselbo                 |       | Venstre                     | Københavns Omegn |
| Margrethe Vestager              |       | Radikale Venstre            | Nordsjælland     |
| Annette Vilhelmsen              |       | Socialistisk Folkeparti     | Fyn              |
| Nikolaj Barslund Villumsen      |       | Enhedslisten                | Sjælland         |
| Nicolai Wammen                  |       | Socialdemokratiet           | Østjylland       |
| Fatma Øktem                     |       | Venstre                     | Østjylland       |
| Morten Østergaard               |       | Radikale Venstre            | Østjylland       |
| Frank Aaen                      |       | Enhedslisten                | Københavns Omegn |

## Parti- og personskift i perioden 2011-15

### Partiskift
| Navn        | Gammelt Parti | Gammelt Parti           | Storkreds | Nyt Parti | Nyt Parti         | Dato              |
| ----------- | ------------- | ----------------------- | --------- | --------- | ----------------- | ----------------- |
| Ida Auken   |               | Socialistisk Folkeparti | København |           | Radikale Venstre  | 3. februar 2014   |
| Uffe Elbæk  |               | Radikale Venstre        | København |           | Alternativet      | 27. november 2013 |
| Astrid Krag |               | Socialistisk Folkeparti | Sjælland  |           | Socialdemokratiet | 30. januar 2014   |
| Ole Sohn    |               | Socialistisk Folkeparti | Sjælland  |           | Socialdemokratiet | Februar 2014      |

### Personskift
| Stedfortræder          | Parti | Parti                       | Storkreds               | Afløst medlem           | Dato              | Begrundelse                                                                                                  |
| ---------------------- | ----- | --------------------------- | ----------------------- | ----------------------- | ----------------- | --- |
| Finn Thranum           |       | Venstre                     | Østjylland              | Lykke Friis             | 1. januar 2013    | Friis nedlagde sit mandat.                                                                                   |
| Jakob Engel-Schmidt    |       | Venstre                     | Københavns Omegn        | Gitte Lillelund Bech    | 15. august 2013   | Bech nedlagde sit mandat.                                                                                    |
| Trine Pertou Mach      |       | Socialistisk Folkeparti     | København               | Villy Søvndal           | 21. december 2013 | Søvndal nedlagde sit mandat.                                                                                 |
| Jeppe Bruus            |       | Socialdemokratiet           | Københavns Omegn        | Sophie Hæstorp Andersen | 1. januar 2014    | Andersen nedlagde sit mandat, samtidigt med at hun blev udpeget som regionsrådsformand i Region Hovedstaden. |
| Charlotte Dyremose     |       | Det Konservative Folkeparti | Københavns Omegn        | Benedikte Kiær          | 1. januar 2014    | Kiær nedlagde sit mandat, samtidigt med at hun blev udpeget som borgmester i Helsingør.                      |
| Anne Sina              |       | Socialdemokratiet           | Sydjylland              | Jacob Bjerregaard       | 1. januar 2014    | Bjerregaard nedlagde sit mandat, samtidigt med at han blev udpeget som borgmester i Fredericia               |
| Anita Christensen      |       | Dansk Folkeparti            | Sydjylland              | Jørn Dohrmann           | 21. juni 2014     | Dohrmann nedlagde sit mandat, samtidigt med at han blev valgt til Europaparlamentet.                         |
| Jens Ejner Christensen |       | Venstre                     | Sydjylland              | Ulla Tørnæs             | 1. juli 2014      | Tørnæs nedlagde sit mandat, samtidigt med at hun blev valgt til Europaparlamentet.                           |
| Jacob Lund             |       | Socialdemokratiet           | Bornholm                | Jeppe Kofod             | 1. juli 2014      | Kofod nedlagde sit mandat, samtidigt med at han blev valgt til Europaparlamentet.                            |
| Helle Løvgreen Mølvig  |       | Radikale Venstre            | Nordsjælland            | Christian Friis Bach    | 1. august 2014    | Bach nedlagde sit mandat.                                                                                    |
| Yildiz Akdogan         |       | Socialdemokratiet           | København               | Karen Hækkerup          | 10. oktober 2014  | Hækkerup nedlagde sit mandat.                                                                                |
| Helge Vagn Jacobsen    |       | Radikale Venstre            | Nordsjællands Storkreds | Margrethe Vestager      | 3. november 2014  | Vestager nedlagde sit mandat.                                                                                |
| Daniel Rugholm         |       | Det Konservative Folkeparti | Nordjyllands Storkreds  | Lene Espersen           | 11. november 2014 | Espersen nedlagde sit mandat.                                                                                |